# 8885 Sette
8885 Sette este un asteroid din centura principală de asteroizi.

## Descriere
8885 Sette este un asteroid din centura principală de asteroizi. A fost descoperit pe 13 martie 1994 la Cima Ekar de Maura Tombelli și Vittorio Goretti. Asteroidul prezintă o orbită caracterizată de o semiaxă mare de 2,39 ua, o excentricitate de 0,08 și o înclinație de 13,0° în raport cu ecliptica.